# Пръсти на ръката
Пръстите на ръката са вид пръсти, орган за движение и усещане при ръцете на хората и други примати. Хората имат по пет пръста на всяка ръка, а костите им се наричат фаланги. Вродени заболявания, инциденти или ампутации могат да доведат до различен брой пръсти.
Пръстите на ръката са: палец, показалец, среден, безимен и кутре. Палецът е отделен от останалите пръсти, което придава по-добър захват на ръката. Пръстите на ръката на човека са приспособени за точни действия, които му позволяват да изпълнява фина работа. Силата на мускулите се предава към пръстите с помощта на сухожилия.
По краищата на пръстите, от вътрешната страна кожата образува уникални концентрични бразди. Уникалната индивидуалност на модела на тези бразди позволява да се идентифицира човек по пръстовите му отпечатъци (дактилоскопия), което има широко приложение в криминалистиката и устройствата за достъп.